# 潮州會館中學
潮州會館中學（英語：Chiu Chow Association Secondary School，英文縮稱CCASS，簡稱潮中或潮館），位於香港新界沙田馬鞍山恆安邨，於1929年以香港潮商學校中學部之名創立，1966年復辦，至1987年遷入馬鞍山及更名至今。
2006年因收生不足而成為教統局「殺校」對象，及後學校成功通過特別視學，為全港首間獲頒發「Q嘜」的中學。

## 歷史
此校前身為香港潮商學校的中學部，於1929年曾一度試辦，但因收生不足而在兩年後停辦。及後，因升中學額需求殷切，香港潮州商會於1964年決定復辦原校，並於兩年後成事。
因原有校舍空間不足，原校自1971年起五次申請遷校，直至15年後才獲批馬鞍山恆安邨的擬建校舍。隨著重置校舍於1987年落成，香港潮商學校中學部逐步由石塘咀遷入現址。

## 學校概況
學校採用中文教學，校舍面積達5000平方米，於全港排名第353、沙田區排名34、資助排名281。現時學校除了一般津貼中學的標準設施外，另提供多項設備如：英語室、多用途演講廳、校園電視台、家長教育資源室、學生會活動室等，方便老師教學，有利學生學習，發揮潛能，促進師生家長交流。另外學校獲優質教育基金贊助，設置多媒體學習中心、圖書館資訊室及工藝與設計科電腦繪圖室。
學校亦設有迎新活動，針對將入學的中一學生舉辦名為「I Can Fly」振翅高飛迎新活動，內容包括日營、各科導入課程、童心日及中、英、數銜接課程，另設有中一家長講座及座談會。開學後，全體中一同學將參加學習方法工作坊，並出席城鄉之旅生活體驗、全方位學習活動、專題研習活動等，全面協助新生融入中學生活。學校同時成立「健康校園推廣小組」，更推行「環境教育」及建設「創意體藝活力校園」，推行健康教育。
該校有逾30多個課外活動學會，分為體育、學科、制服及服務四類，星期五定為「其他學習經歷日」。學校亦籌組跨學科及跨學會活動，如全方位學習周、綜藝表演、數理嘉年華、生命教育日、閱讀日、英語日、境外學習等。時間表亦設有「其他學習經歷時段」。

### 「學校改進先導計畫」
九龍倉集團為協助欠缺資源但進取的學校，於2011年宣布撥款一億五千萬元，推出學校改進先導計畫，幫助十所學校在未來六年推行一套以校本為主的學校改善方案，目的是讓學校通過不同層面，包括教與學、課餘活動、品行、生涯規劃、學習環境及支援、學生輔導，以至家長與教師的合作等範疇，全面提升參與的中學及其學生的整體表現。當中十所獲選的學校包括「潮州會館中學」，每所參與計畫中學新學年起連續六年每年獲二百萬元資助。

## 教師遇襲 入稟高等法院索償
2002年5月9日，該校前教師李天養入稟高等法院索償一案開審，揭發該校曾於1996年發生學生打老師事件，一名姚姓中二學生，於1996年3月5日遭原告訓斥後，用硬物從後偷襲原告，原告一度休克送院，該名學生在案發前半年已曾襲擊原告，再犯後被記大過，停課三日及遭警司警誡，原告自此患上精神病，產生教書恐懼症，並以「校方對學生管束不力，未能確保教師安全」為由，遂向校方索償逾六百萬元。
事件揭發該校學生不少違規事件經校方包庇下沒有妥善處理，原告憶述案發時該校學生頑劣，包括在班房內非禮女同學、用滅火筒追同學狂噴、搗亂及毆打老師等，同時亦提到曾向校方投訴遭到漠視，但當時該校的副校長蘇文玖則否認，並反指原告教書能力不足以及任教時表現不良。事件引起教育界強烈關注，高院暫委法官龍禮昨裁定校方違反僱主責任，在學生多次違規的情況下，已預見原告人有被襲的危險，校方仍無採取適當處理措施，故判原告人可獲二百七十七萬元賠償，成為首宗老師被學生毆打獲賠償的案例。

## 電視拍攝
- 1991年香港電台法律節目《裁決》之誰憐赤子心在此取景[10]

## 歷任校長
| 任期                | 姓名       |
| ------------------- | ---------- |
| 1987年9月-1989年2月 | 王嘉倫先生 |
| 1989年3月-1995年8月 | 黃炳文先生 |
| 1995年9月-2001年8月 | 林佐祺先生 |
| 2001年9月-2002年8月 | 蘇文玖先生 |
| 2002年9月-2006年8月 | 陳德恒先生 |
| 2006年9月-2018年8月 | 曾永康博士 |
| 2018年9月-2023年8月 | 梁鳯兒女士 |
| 2023年9月-          | 黃佩芝女士 |

## 著名/傑出校友
- 楊茜堯（楊怡）：前無綫藝員[11]
- 陳淑英：港九潮州公會中學校長[12]
- 甄紹南：屯門區議會議員
- 符家浚：香港男歌手[13]
- 劉勇威：大埔區議會副主席
- 梁金輝 前足球港隊

## 外部連結
- 潮州會館中學網站 （页面存档备份，存于）
- 香港潮州商會：潮州會館中學 （页面存档备份，存于）
- 潮州會館中學第五屆校友會官方網站
- 潮州會館中學第五屆校友會Facebook官方群組
- 潮州會館中學校刊(電子版) 2010年6月號
- OpenSchool：潮州會館中學介紹 （页面存档备份，存于）
- 潮州會館中學學校概覽 （页面存档备份，存于）
- 潮州會館中學「學校起動」計劃
- 潮州會館中學境外交流活動